# Viva Saturn
Viva Saturn est un groupe américain de rock alternatif, originaire de Los Angeles.

## Histoire
Lorsque le groupe Rain Parade décide de faire une pause en 1988, Steven Roback forme un nouveau projet, Viva Saturn, avec ses collègues de Rain Parade John Thoman et Will Glenn. La première publication du groupe, un mini-LP intitulé Viva Saturn, sort chez Heyday Records et World Service/Rough Trade UK en 1989.
L'année suivante, après le départ de Glenn pour rejoindre Mazzy Star de David Roback, comme la plupart des musiciens du Paisley Underground, le groupe déménage à San Francisco, où le cofondateur de Rain Parade, Matt Piucci, le rejoint pour jouer de la guitare et aider à la production en studio.
Au cours des années suivantes, le groupe fait appel à divers musiciens, dont Ross Inden (guitare basse) et Carlo Nuccio (batterie) pour enregistrer une série d'albums néo-psychédéliques, dont Soundmind (1992), avec des apparitions de Jack Waterson et Chris Cacavas, membres de Green on Red, ainsi que Barbara Manning de 28th Day.
Suit en 1995 l'album plus pop, mais toujours électro-acoustique aux racines psychédéliques, Brightside. Le groupe enregistre un dernier album, Ships of Heaven, en 1998, mais celui-ci n'est jamais sorti.
Après Viva Saturn, Roback se lance dans des projets d'enregistrement solo, rejoint par ses anciens groupes de Rain Parade, Piucci et Thoman. En 2012, Steven Roback et Matt Piucci reforment Rain Parade et reprennent les tournées et l'enregistrement de nouveau matériel en studio.

## Discographie
- Viva Saturn (1989) Heyday/World Service
- Soundmind (1994) Heyday/Normal
- Brightside (1995) Restless
- Ships of Heaven (1998) (jamais publié)